# Kukureczani
Kukureczani, Kukurečani (maced. Кукуречани) – wieś w południowej Macedonii Północnej, w pobliżu drugiego co do wielkości miasta tego kraju – Bitoli. Osada wchodzi w skład gminy Bitola.
Według stanu na 2002 rok wieś liczyła 966 mieszkańców.